# Pomadasys crocro
Pomadasys crocro és una espècie de peix de la família dels hemúlids i de l'ordre dels perciformes.

## Morfologia
Els mascles poden assolir els 38 cm de longitud total.

## Distribució geogràfica
Es troba des del sud de Florida, el nord-est del Golf de Mèxic i el Carib fins al Brasil.